# 177625 Dembicky
177625 Dembicky este o planetă minoră (asteroid) din centura de asteroizi. A fost descoperită pe 8 mai 2004 la Table Mountain Observatory⁠(d) de James Whitney Young⁠(d). 
Obiectul prezintă o orbită caracterizată de o semiaxă mare de 2,7615200964045 UAi, o excentricitate de 0,16555285903514, o înclinație de 3,0810275656937 ° în raport cu ecliptica.